# Johann von Dumoulin
Johann von Dumoulin (Praga, 18 giugno 1830 – 14 aprile 1887) è stato un generale austriaco.

## Biografia
Il barone Johann von Dumoulin nacque a Praga nel 1830. Si arruolò nell'esercito imperiale austriaco frequentando l'Accademia militare Teresiana di Wiener Neustadt il 19 settembre del 1841 e fu promosso al grado di tenente presso il 42º Reggimento fanteria Arthur Herzog von Wellington di stanza a Theresienstadt. Nel 1864 fu nominato come maggiore presso il Quartier generale di Comthur.
Nel 1866 a seguito dello scoppio della terza guerra di indipendenza, il luogotenente colonnello von Dumoulin fu nominato capo di Stato Maggiore presso l'8ª Divisione del generale Franz Kuhn von Kuhnenfeld operante nel Trentino contro il Corpo Volontari Italiani di Giuseppe Garibaldi.
Per meriti di guerra fu insignito del titolo di cavaliere dell'Ordine Imperiale di Leopoldo. Nel 1876 fu promosso generale maresciallo, il 1º maggio 1880 feldmaresciallo luogotenente, comandante del 14º Corpo d'armata alpino di Innsbruck dal 1883 al 1884, anno in cui fu posto a riposo.
Morì nel 1887.